# Kurd von Berg-Schönfeld
Karl Ludwig Hermann Kurd Graf von Berg-Schönfeld (* 25. Februar 1856 in Berlin; † 1. Oktober 1923 in Schönfeld (Uckermark)) war ein deutscher Verwaltungsbeamter.

## Leben
Kurd von Berg-Schönfeld studierte von 1877 bis 1880 Rechtswissenschaften an den Universitäten Heidelberg, Bonn und Berlin. 1878 wurde er Mitglied des Corps Palatia Bonn. Nach Abschluss des Studiums trat er in den preußischen Staatsdienst ein. Von 1891 bis 1899 war er Landrat des Landkreises Gifhorn. 1899 wurde er als Kanalrebell disziplinarisch belangt. 1900 wurde er als Oberregierungsrat zur Regierung in Hannover versetzt. 1905 wurde er zum Polizeipräsidenten des Stadtkreises Kassel ernannt. Noch im gleichen Jahr wechselte er als Polizeipräsident nach Hannover.
Von 1909 bis 1911 war von Berg-Schönfeld Regierungspräsident im Regierungsbezirk Stade. 1911 wechselte er als Regierungspräsident zum Regierungsbezirk Hannover, wo er das Amt bis 1917 innehatte. Er wurde zum Kammerherrn ernannt. Kurd von Berg-Schönfeld verstarb bei einem Autounfall.
Berg-Schönfeld saß von 1894 bis 1900 für den Wahlkreis Lüneburg 1 (Isenhagen, Gifhorn) als konservativer Abgeordneter im Preußischen Abgeordnetenhaus.

## Familie
Kurd Graf von Berg war zweimal verheiratet. In erster Ehe mit Anna von Rheden-Rheden (1883–1908) und in zweiter Ehe mit deren Schwester Maria von Rheden (1886–1945). Aus der ersten Ehe stammen der Gutserbe auf Schönfeld, Carl-Ludwig Graf Berg-Dewitz (* 1907), adoptiert von seiner Tante Ursula von Dewitz-Krumbeck, sowie Hans-Hubert von Berg (* 1908). Er wiederum wurde vom einflussreichen Politiker und Vetter Friedrich von Berg-Markienen adoptiert und übernahm auch dessen Besitzung Markienen in Ostpreußen. Aus der zweiten Ehe entsprossen der Leutnant Joachim von Berg (1912–1943), Elisabeth (* 1914), Gerhard (* 1916) und Ilse (* 1922).
Kurd Graf von Berg war Fideikommissherr auf Schönfeld (Uckermark). Die Begüterung Schönfeld hatte 1923 einen Umfang von 1007 ha und wurde durch einen Verwalter geführt. Das in der Nachbarschaft dazugehörige Rittergut Klein Spiegelberg mit 214 ha dagegen blieb verpachtet.